# Same Old Love
Same Old Love (с англ. — «Та же старая любовь») — песня, записанная американской певицей Селеной Гомес для её второго студийного альбома Revival. Композиция была написана Чарли Экс-Си-Экс, Россом Голаном, Бенни Бланко и командой Stargate, которые также выступили продюсерами композиции. Трек был представлен на саммите iHeartRadio в августе 2015 года и воспринят как потенциальный хит. Песня была выпущена 9 сентября 2015 года с открытием предзаказа альбома как второй сингл в его поддержку.

## Композиция

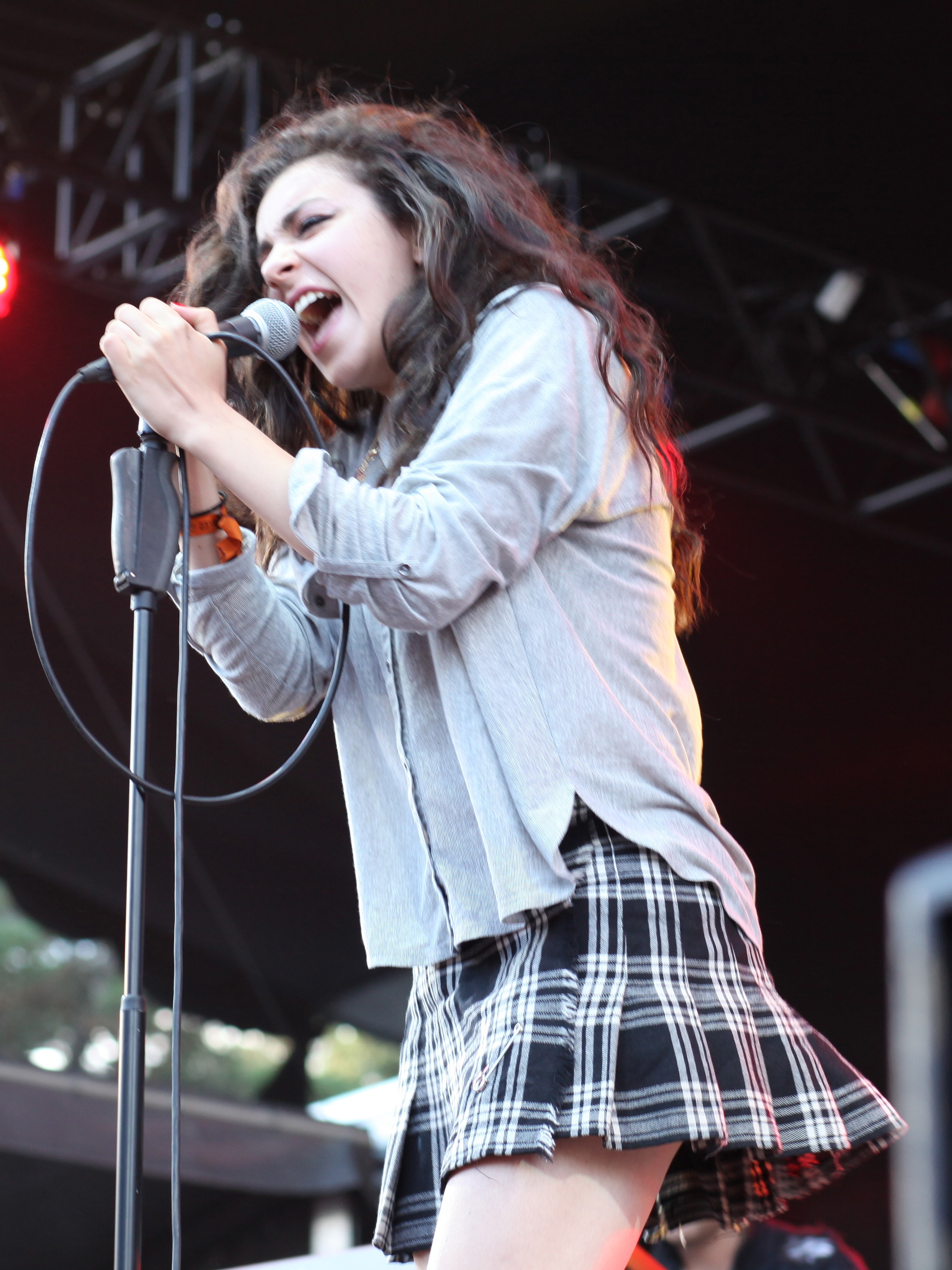
Чарли Экс-Си-Экс написала песню и записала бэк-вокал к ней

«Same Old Love» представляет собой поп-композицию в умеренном темпе; в припевах можно услышать вокал самой Чарли Экс-Си-Экс, а также немного электронной музыки.

## Восприятие
В авторитетном издании Time отметили в песне серьёзное влияние Чарли. В United Press International похвалили более взрослое звучание. В The Guardian назвали песню притягивающей и брутальной, а MTV — сексуальной.

## Список композиций
Цифровая дистрибуция
1. «Same Old Love» — 3:49[7]

## Чарты
| Чарт (2015-16)                              | Высшая позиция |
| ------------------------------------------- | -------------- |
| Австралия (ARIA)                            | 33             |
| Австрия (Ö3 Austria Top 40)                 | 66             |
| Бельгия/Фландрия (Ultratip Bubbling Under)  | 5              |
| Бельгия/Валлония (Ultratip Bubbling Under)  | 4              |
| Канада (Billboard Canadian Hot 100)         | 6              |
| Canada AC (Billboard)                       | 28             |
| Canada CHR/Top 40 (Billboard)               | 1              |
| Canada Hot AC (Billboard)                   | 10             |
| Чехия (Rádio — Top 100)                     | 23             |
| Чехия (Singles Digitál Top 100)             | 6              |
| Дания (Tracklisten)                         | 23             |
| Финляндия (Latauslista Download)            | 28             |
| Франция (SNEP)                              | 26             |
| Germany (Official German Charts)            | 56             |
| Ирландия (IRMA)                             | 72             |
| Италия (FIMI)                               | 49             |
| Mexico Airplay (Billboard)                  | 23             |
| Нидерланды (Single Top 100)                 | 42             |
| New Zealand Heatseekers (Recorded Music NZ) | 2              |
| Норвегия (VG-lista)                         | 37             |
| Шотландия (OCC Scotland)                    | 66             |
| Словакия (Rádio — Top 100)                  | 37             |
| Словакия (Singles Digitál Top 100)          | 10             |
| Испания (PROMUSICAE)                        | 49             |
| Швеция (Sverigetopplistan)                  | 37             |
| Швейцария (Schweizer Hitparade)             | 47             |
| Великобритания (OCC UK Singles)             | 81             |
| США (Billboard Hot 100)                     | 5              |
| США (Billboard Adult Contemporary)          | 17             |
| США (Billboard Adult Pop Airplay)           | 7              |
| США (Billboard Dance/Mix Show Airplay)      | 4              |
| США (Billboard Latin Pop Airplay)           | 31             |
| США (Billboard Pop Airplay)                 | 1              |
| США (Billboard Rhythmic)                    | 6              |

## Сертификации
| Регион | Сертификация  | Продажи   |
| --- | ------------- | --------- |
| Бразилия (ABPD) | 2× Платиновый | 120 000   |
| Канада (Music Canada) | 2× Платиновый | 160 000*  |
| Дания (IFPI Danmark) | Платиновый    | 60 000^   |
| Германия (BVMI) | Золотой       | 200 000   |
| Италия (FIMI) | Платиновый    | 50,000    |
| Новая Зеландия (RMNZ) | Золотой       | 7500*     |
| Норвегия (IFPI Norway) | 2× Платиновый | 120 000   |
| Польша (ZPAV) | 2× Платиновый | 40 000    |
| Португалия (AFP) | Золотой       | 10 000    |
| Швеция (GLF) | Платиновый    | 40 000    |
| Великобритания (BPI) | Золотой       | 400 000   |
| США (RIAA) | 3× Платиновый | 3 000 000 |
| * Данные о продажах приведены только на основе сертификации. · ^ Данные о тиражах приведены только на основе сертификации. · Данные о продажах + прослушиваниях приведены только на основе сертификации. |               |           |